# Giovanni Bilardi
Giovanni Bilardi (né le 26 mars 1958 à Reggio de Calabre) est une personnalité politique italienne de Grande Sud, du Nouveau Centre-droit, puis de Forza Italia en 2017.
C'est le seul sénateur élu de Grande Sud lors des élections générales italiennes de 2013 en ayant dépassé les 3 % en Calabre. Il s'inscrit au groupe parlementaire Grandes autonomies et libertés. En novembre 2013, il adhère au Nouveau Centre-droit.